# Cerna (Olteț)
Cerna je lijeva pritoka rijeke Olteț u Rumunjskoj. Ulijeva se u Olteț kod Budeștija. Protječe kroz općine Vaideeni, Slătioara, Stroești, Copăceni, Lăpușata, Lădești, Stănești, Fârtățești, Măciuca, Valea Mare i Bălcești. Duljina joj je 164 km, a površina porječja  618 km2.

## Pritoke
Sljedeće rijeke su pritoke rijeke Cerne (od izvora do ušća): 
- Lijevo: Marița, Recea, Stroești, Cernișoara, Drăgan, Braniștea
- Desno: Igiminea, Glămana, Omorâcea